# Västergötland–Göteborgs Järnvägar
Västergötland–Göteborgs Järnvägar (VGJ, Västgötabanan) var ett enskilt järnvägsbolag som under 1890-talet byggde sin huvudlinje Göteborg–Skara som skulle komma att knyta samman flera existerande smalspåriga järnvägslinjer i Västergötland. Genom uppköp kom man att utöka sitt linjenät till att som mest omfatta 400 kilometer spår och 21 stycken busslinjer. I samband med förstatligandet av smalspårsnätet i Västra Götaland uppgick bolaget i SJ den 1 juli 1948.

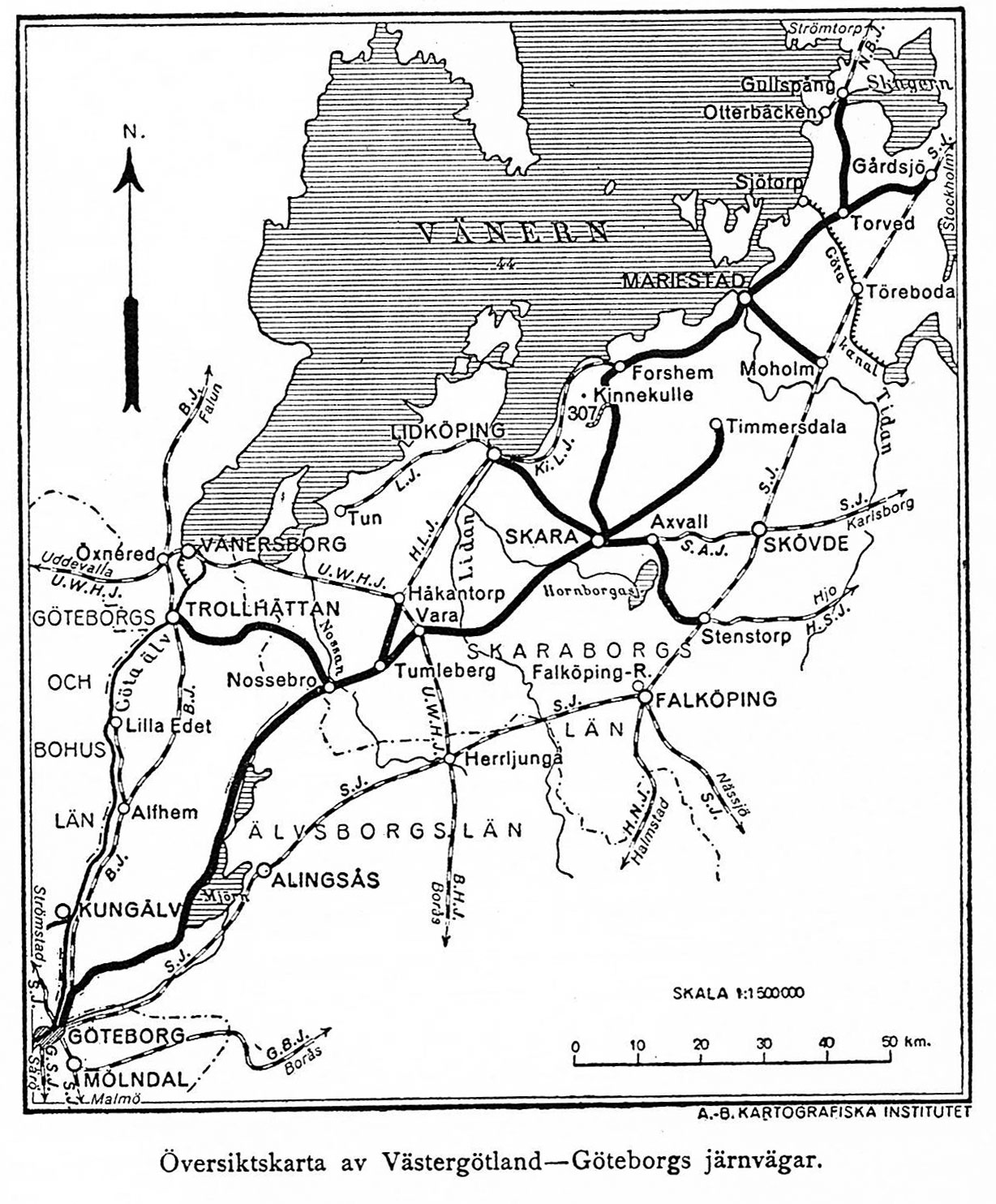
VGJ. Karta 1926.

## Bakgrund
Efter att hela Västra stambanan invigdes 1862  hade det byggts smalspåriga järnvägar till Skara, Lidköping och Mariestad med anslutningar vid Moholm och Stenstorp till stambanan och vid Håkantorp till den smalspåriga (1 217 millimeter) Uddevalla–Vänersborg–Herrljunga Järnväg (UBHJ) som blev färdigombyggd till normalspår år 1900. Ett betydande nät av järnvägar med spårvidden 891 mm hade växt fram i Västergötland kontrollerade av lokala järnvägsbolag.

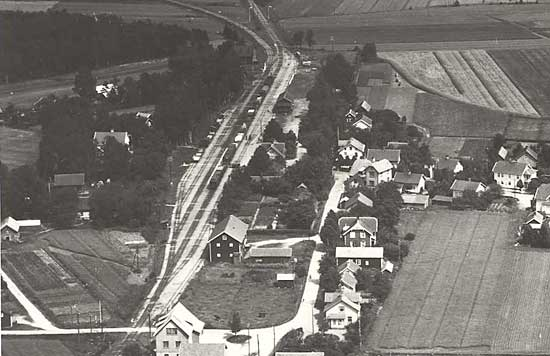
Tumleberg station, bibanan till Håkantorp viker av till vänster i bildens ovankant.

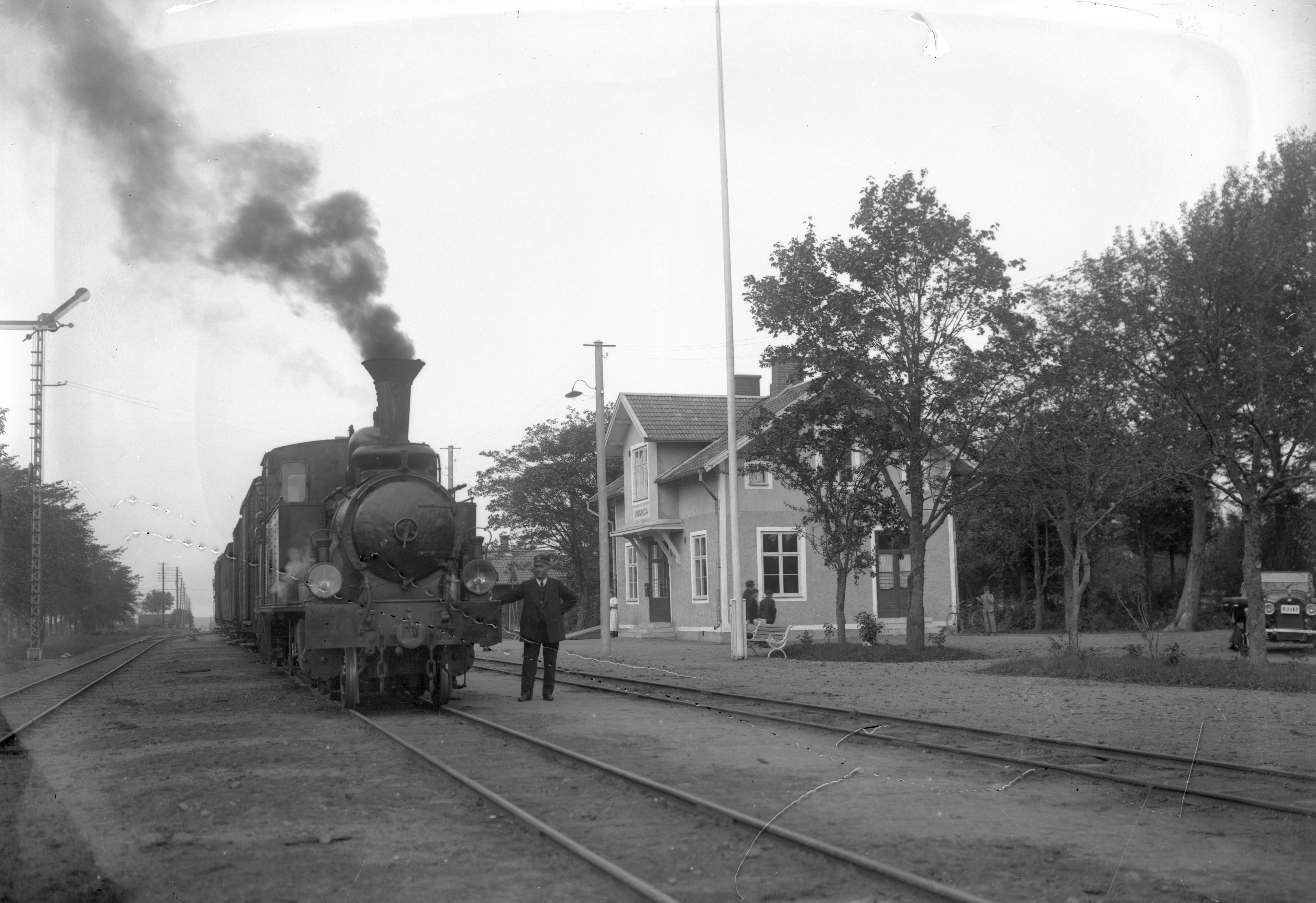
Vinninga station i Vinninga med Västergötland–Göteborgs Järnvägars lok nr 14. Foto:nWerner Linhe.

Den 28 juli 1892 hölls ett möte på Bärebergs gästgivaregård mellan intressenter från Västergötland och Göteborg för att diskutera möjligheten för en smalspårig järnväg mellan Håkantorp och Älvängen eller vidare till Göteborg för att på så sätt knyta an till Lidköping–Håkantorps Järnväg (LHJ) och därigenom knyta an till det framväxande smalspårsnätet i Skaraborgs län.
Den 15 december 1892 hölls ett uppföljande järnvägsmöte på godtemplarlogen Enigheten i Alingsås med landshövdingen för Älvsborgs län Wilhelm Lothigius som ordförande. Sammankallande till mötet var Bjerke härads jernvägskommitté och inbjudan hade gått ut på bred front inom Göteborgs och Bohus län, Älvsborgs län och  Skaraborgs län. En av de få sakerna som mötet kunde besluta enhälligt var att den föreslagna järnvägens slutpunkt skulle vara Göteborg och icke Älvängen. Utöver detta första beslut kom debattens vågor att gå höga på mötet då en grupp delegater ville utöka den ursprungliga järnvägen med en linje över Vara till Skara, mot detta protesterade främst Lidköpings borgmästare Carl Wennérus häftigt. Mötet enades till slut om att i ett gemensamt bolag bygga järnväg Göteborg-Håkantorp med en grenbana över Vara till Skara. En interimsstyrelse valdes som skulle undersöka banans sträckning och söka koncession för banans byggande.

### Interimsstyrelsens arbete
Interimsstyrelse gav Philip Oterdahl i uppdrag att upprätta ritningar och kostnadsförslag så att dessa kunde användas som underlag vid ansökan om koncession. Den 14 augusti 1993 överlämnade Oterdahl plan- och profilritningar samt kostnadsförslag för den tänkta huvudlinjen Göteborg över Vara till Skara såväl som två förslag på bibanan till Håkantorps station, dels från Vara till Håkantorp alternativt Pedersbacke till Håkantorp. Huvudlinjen skulle bli 129,2 kilometer lång och beräknades kosta 4 029 000 kronor, bibanan Pedersbacke - Håkantorp skulle ha en längd av 11,8 kilometer och kosta 270 000 kronor, medan den alternativt föreslagna bibanan Vara - Håkantorp beräknades för en längd av 8,5 kilometer och en kostnad av 186.000 kronor. Interimsstyrelsen valde att söka koncession för huvudlinjen och bibanan Vara - Håkantorp. Valet av sträckningen Vara - Håkantorp gav upphov till starka protester från framförallt Lidköpings stad som ville att bibanan skulle utgå från Pedersbacke (Tumleberg) istället för Vara för att få en mer direkt och snabbare förbindelse med Göteborg. Dessa protester kom att fördröja hela banans byggnad med några år.
Den 10 maj 1895 beviljades koncessionen för huvudlinjen med villkoren att banan skulle börja byggas senast 31 december 1896 och vara klar för trafik senast 1 oktober 1898. Protesterna ledde till att interimsstyrelsen ändrade sig och sökte koncession för bibanan med sträckningen Pedersbacke - Håkantorp, vilken beviljades den 31 december 1896.

### Bolagsbildning
Västergötland–Göteborgs Järnvägsaktiebolag bildades den 19 september 1896. Till bolagets första styrelse valdes Major Philip Åqvist (ordförande), Pontus Fürstenberg, August Carlsson, Johan Christopher Carlander, Justus A. Waller, Axel Carlsson och kapten Sigge Flach. Den 9 april 1897 utsågs kaptenen i Väg- och vattenbyggnadskåren John Nyström till verkställande direktör en post han skulle komma att inneha till sin pensionering 1936.

## Byggnation

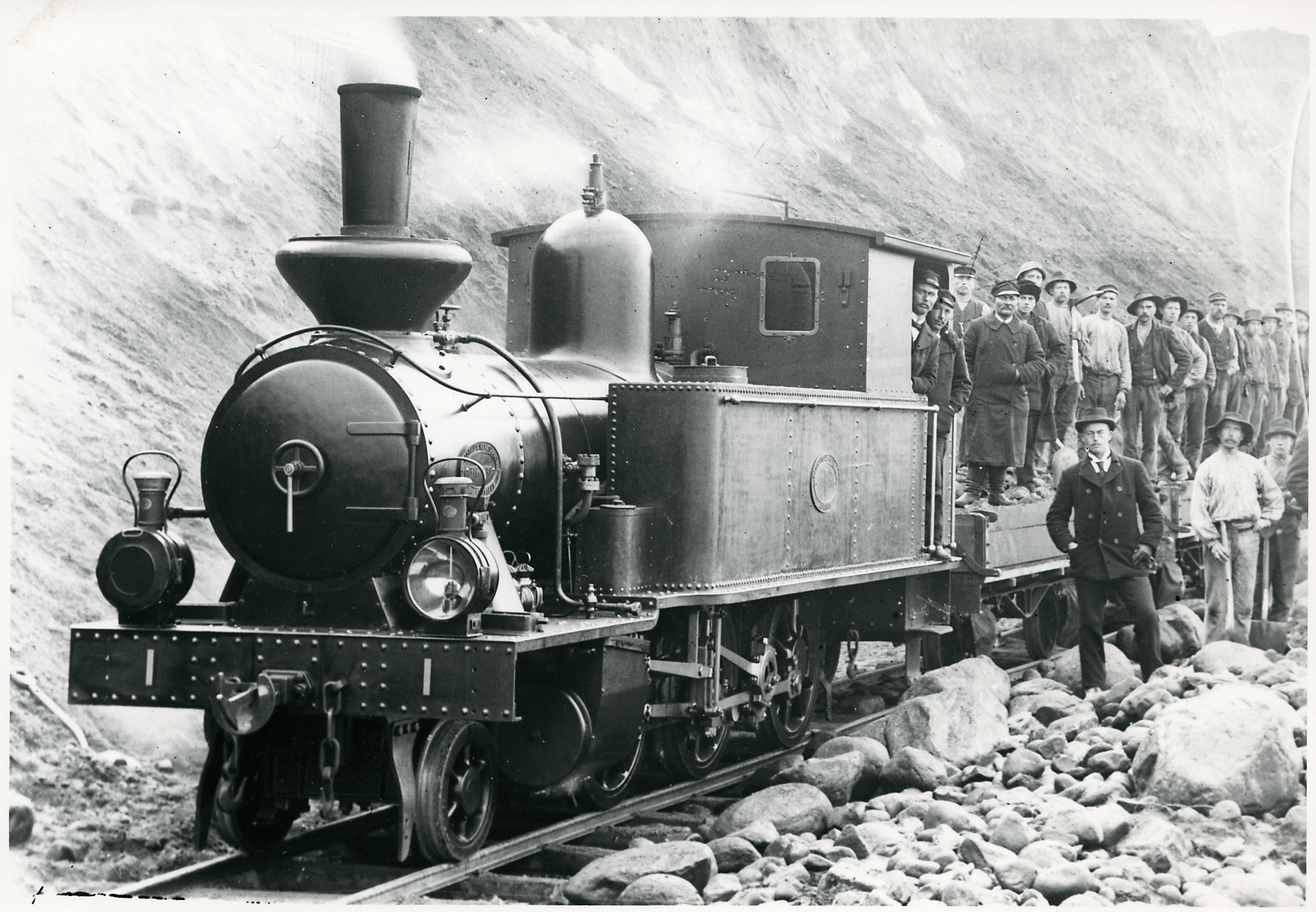
VGJ lok 1 på linjen mellan Göteborg och Skara vid byggandet av Västergötland - Göteborgs Järnväg.

I august 1897 började linjerna Göteborg–Skara och Tumleberg–Håkantorp byggas med ingenjörerna Andreas Lagergren och O J M Malmstedt som entreprenörer. Entreprenörernas dåliga ekonomi riskerade att stoppa arbetena på linjen varvid VGJ under 1898 beslutade att lösa ut dessa och fortsätta arbetet i egen regi. Arbetet drevs vidare i högt tempo och i slutet av 1899 var banan klar. Den 1 januari 1900 öppnades den för trafik, 38 år efter Västra stambanan, som gick parallellt några mil sydost om VGJ. Huvudlinjen var 129 kilometer och bibanan 12 kilometer. Järnvägen hade kostat 4 800 000 kronor, varav fordonsdelen var 800 000 kronor. Hastigheten var 45 kilometer i timmen, vilket var högt för smalspår i början på 1900-talet. 
Stationshusen längs banan ritades av arkitekten Adrian C. Peterson.

## Uppköp och förlängning av huvudlinjen
Den av VGJ byggda huvudlinjen mellan Göteborg–Sjövik–Sollebrunn–Nossebro–Vara–Skara var början på en linje genom hela Skaraborgs län. För fortsättningen till Mariestad fanns det två lösningar: en ny linje via Timmersdala till Mariestad eller att banan följde den befintliga linjen Skara–Kinnekulle–Vänerns Järnväg (SKWJ) till Gössäter och Mariestad–Kinnekulle Järnväg (MKJ) till Mariestad. Beslutet blev att köpa SKWJ 1904 för 435 000 kronor och MKJ 1908 för 445 000 kronor. Bägge bolagen upphörde och personal och fordon ingick efter ommärkning i VGJ. I köpet av MKJ ingick som ett villkor förlängning med smalspår via Torved till Gårdsjö eller Gullspång för anslutning norrut.
VGJ hade beviljats koncessionen 1906 från Mariestad via Lyrestad till Gullspångs station vid normalspåriga Nora Bergslags Järnväg (NBJ). VGJ ändrade sina planer och planerade en järnväg endast till Torved när NBJ fick koncession på att bygga en järnväg mellan Otterbäcken och Töreboda vid Västra stambanan. Andra intressenter sökte en koncession mellan Torved och Gårdsjö som överläts till VGJ 1908. Kostnaden var beräknad till 1 125 000 kronor och byggandet började samma år av 39 kilometer järnväg med begagnad räls (från banan närmast Göteborg där den gamla rälsen hade bytts mot tyngre räls). Den 1 januari 1910 öppnade den sista delen av huvudlinjen som nu var 223 kilometer.

## Nybyggnad till Gullspång
NBJ byggde aldrig banan till Töreboda. Ett antal intressenter fick 1914 koncession på en linje Torved–Gullspång som överläts till VGJ 1915. Kostnadsberäkningen var 600 000 kronor och den 20 kilometer långa bibanan till Gullspång med anslutning till Nora Bergslags Järnväg öppnade den 1 januari 1917. 1965 var hela denna bibana breddad till normalspår av militärskäl men då var såväl person- som godstrafik redan nedlagd (1945 resp. 1961).

## Uppköp av sidolinjer
Efter köpet av SKWJ och MKJ planerade VGJ att köpa Lidköping–Skara–Stenstorps Järnväg (LSSJ) men det mötte hårt lokalt motstånd. Skara stad sålde 1915 sina aktier till VGJ. LSSJ kvarstod som ett eget bolag men järnvägen arrenderades till VGJ som skötte trafiken.
Efter första världskriget hade järnvägsbolagen ekonomiska problem. De smalspåriga bolagen Trollhättan–Nossebro Järnväg (TNJ) och Skara–Timmersdala Järnväg (STJ) togs över av Svenska staten och båda såldes av staten till VGJ 1925. VGJ köpte också Mariestad–Moholms Järnväg (MMJ) samma år. TNJ blev ett dotterbolag medan STJ och MMJ var självständiga bolag. Förvaltning och trafik samordnades mellan alla bolagen.
Skövde–Axvalls Järnväg (SAJ) köptes av och införlivades i LSSJ 1935. Det var det sista bolag som VGJ-gruppen köpte.

## Rullande material

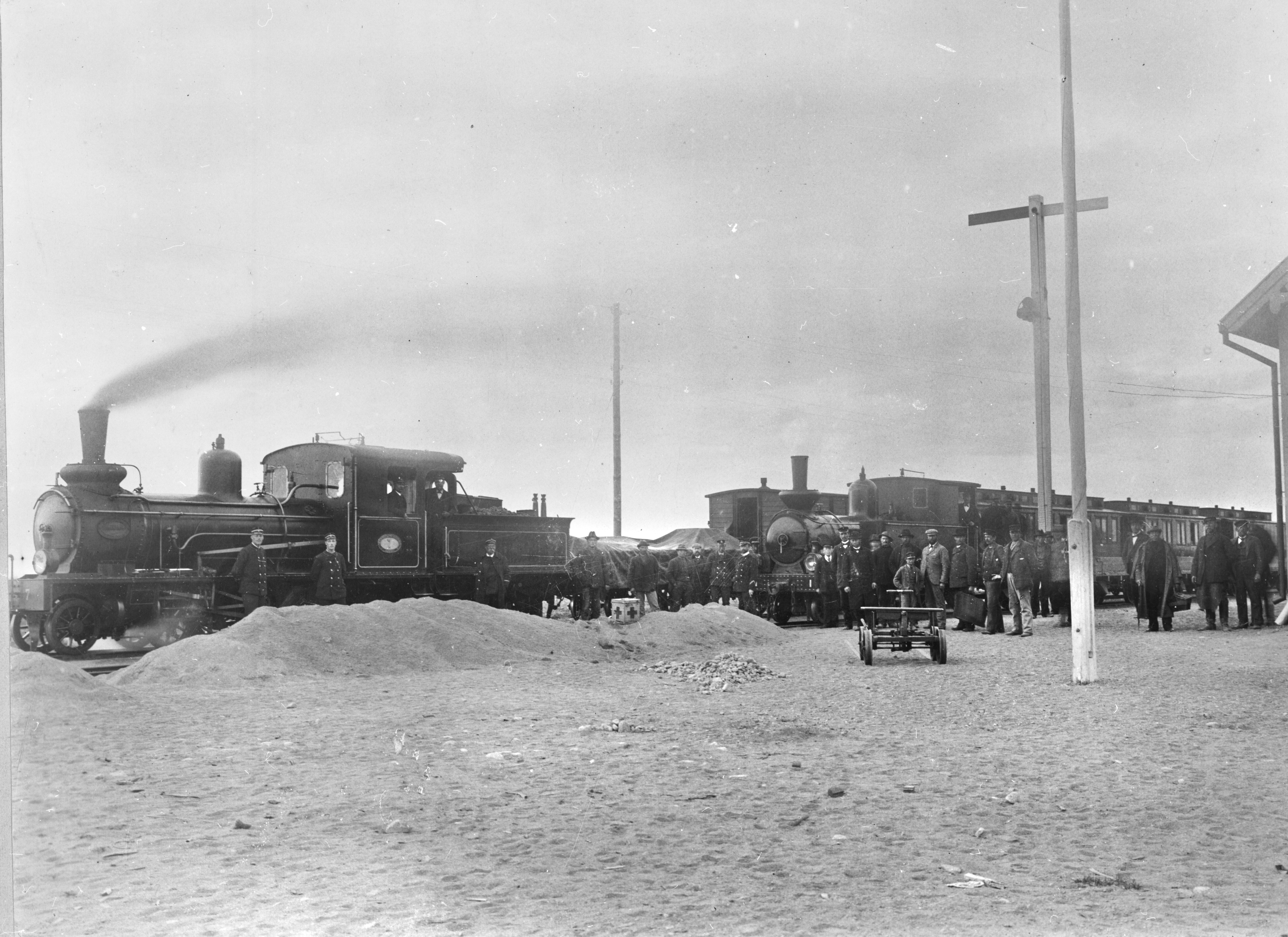
Två av bolagets ursprungliga lok VGJ lok 7 och VGJ lok 1

Bolagets första lok bestod av fyra stycken tanklok med axelföljden 1C från Motala Verkstad, loken numrerades 1–4, samt fyra stycken tenderlok från Nydqvist & Holm i Trollhättan. Dessa hade axelföljden 2B–2 samt en tvåaxlig tender. Loken numrerades 5–8. Anskaffningen av tenderlok som kunde gå längre sträckor utan att lasta kol eller fylla på vatten var unikt för VGJ jämfört med övriga smalspåriga järnvägar i Västra Götaland .
|                            | 1900 | 1925 | 1947 |
| -------------------------- | ---- | ---- | ---- |
| Ånglok (Tanklok)           | 4    | 10   | 7    |
| Ånglok (Tenderlok)         | 4    | 18   | 24   |
| Motorlok                   | -    | -    | 3    |
| Motorvagnar och Rälsbussar | -    | 4    | 8    |
| Rälsbussläp                | -    | -    | 13   |
| Personvagnar               | 12   | 70   | 67   |
| Godsvagnar                 | 183  | 866  | 862  |

## Landsvägstrafik
För att komplimentera järnvägstransporterna så påbörjade bolaget i april 1928 lastbilstrafik med en vid Nossebro station stationerad lastbil. I maj 1930 öppnades den första busslinjen mellan Götene och Mariestad. 1948 hade VGJ koncession på 21 egna busslinjer. Man bedrev fyra busslinjer tillsammans med  Billingens trafik samt en tillsammans med NBJ.

## Slutet
Svenska staten köpte 1948 VGJ-gruppen och alla andra smalspåriga järnvägsbolag i Skaraborgs län. Driften införlivades i dåvarande Statens Järnvägar (SJ).

### Nedläggning och rivning
På bibanan Torved–Gullspång var persontrafiken obetydlig efter 1932 men blev inte nedlagd förrän 1945 eller 1956. Godstrafiken Torved–Skagersvik upphörde 1961 och officiellt nedlagd 1965. Bibanan blev av militärskäl ombyggd till normalspår 1963/64 men trafikerades inte förutom mellan Gullspång och Skagersvik av NBJ med industritransporter fram till 1983. Rälsen mellan Torved och Gullspång finns kvar.
Bibanan Tumelberg–Håkantorp lades ner och revs i samband med att linjen Håkantorp–Lidköping blev ombyggd till normalspår 1953. Persontrafiken på sträckan hade drivits av LHJ.
På sträckan Göteborg–Sjövik upphörde godstrafiken 1961, persontrafiken 1967 och banan revs 1967–1968. På sträckan Sjövik–Nossebro upphörde all trafik 1970. Rälsen revs 1970–1971 från Sjövik till söder om Anten samt från Gräfsnäs till Nossebro. Den sista smalspåriga persontrafiken upphörde 1970 mellan Nossebro och Skara, medan godstrafiken mellan Vara och Skara upphörde 1984. Delen Vara–Skara revs 1985. Den sista smalspåriga godstrafiken var mellan Vara och Nossebro. Den upphörde 1986 och nedläggningen skedde formellt sett den 1 oktober 1989 även att banan hade rivits redan 1988.
För nedläggningar och rivning av uppköpta banor, se respektive bolag.

### Kvarvarande

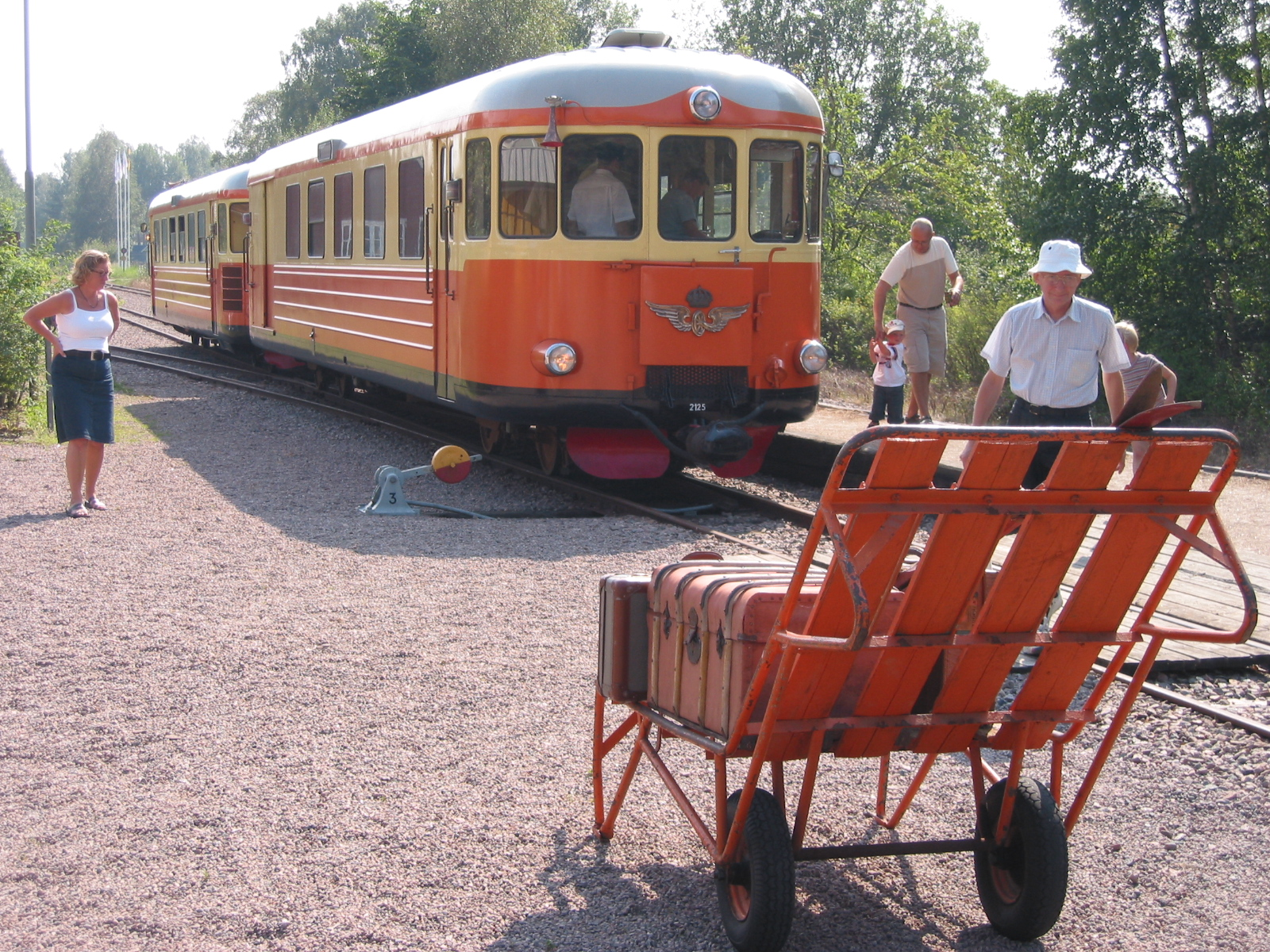
Museitrafik i form av en rälsbuss på Lundsbrunns station

Två sträckor av smalspåret finns kvar som museijärnvägar: Anten–Gräfsnäs (12 kilometer) och Skara–Lundsbrunn (12 kilometer). Sträckan Göteborg–Hjällbo är ombyggd till spårväg som en del av Angeredsbanan. Sträckan Gårdsjö–Mariestad breddades till normalspår 1961 och den uppköpta sträckan Mariestad–Forshem breddades 1962. Båda ingår i nuvarande Kinnekullebanan. Det finns ett kort industrispår i Skövde som använder del av banvallen Skövde–Axvall. På den till normalspår ombyggda bibanan Torved–Gullspång bedrivs dressincykling. Det finns cykelvägar på delar av banan Göteborg–Skara men banvallen utanför dessa har många avbrott eller är helt borta. Olofstorps station har bevarats.

#### Cykelväg
Följande sträckor av banan är ombyggda till cykelväg:
- Hjällbo–Sjövik (30 km)
- Nossebro–Essunga (4 km)
- Vara–Emtunga (3 km)
- Kvänum–Öttum (3 km)
- Ardala–Skara (6 km)
- Lundsbrunn–Götene–Gössäter (17 km)[13]

## Verkställande direktörer
- John Nyström, 9 april 1897–1936[2]
- Erik Söderling, 1936–30 juni 1948[14]

Denna lista hämtas från Wikidata. Informationen kan ändras där.